# Fundação de Roma

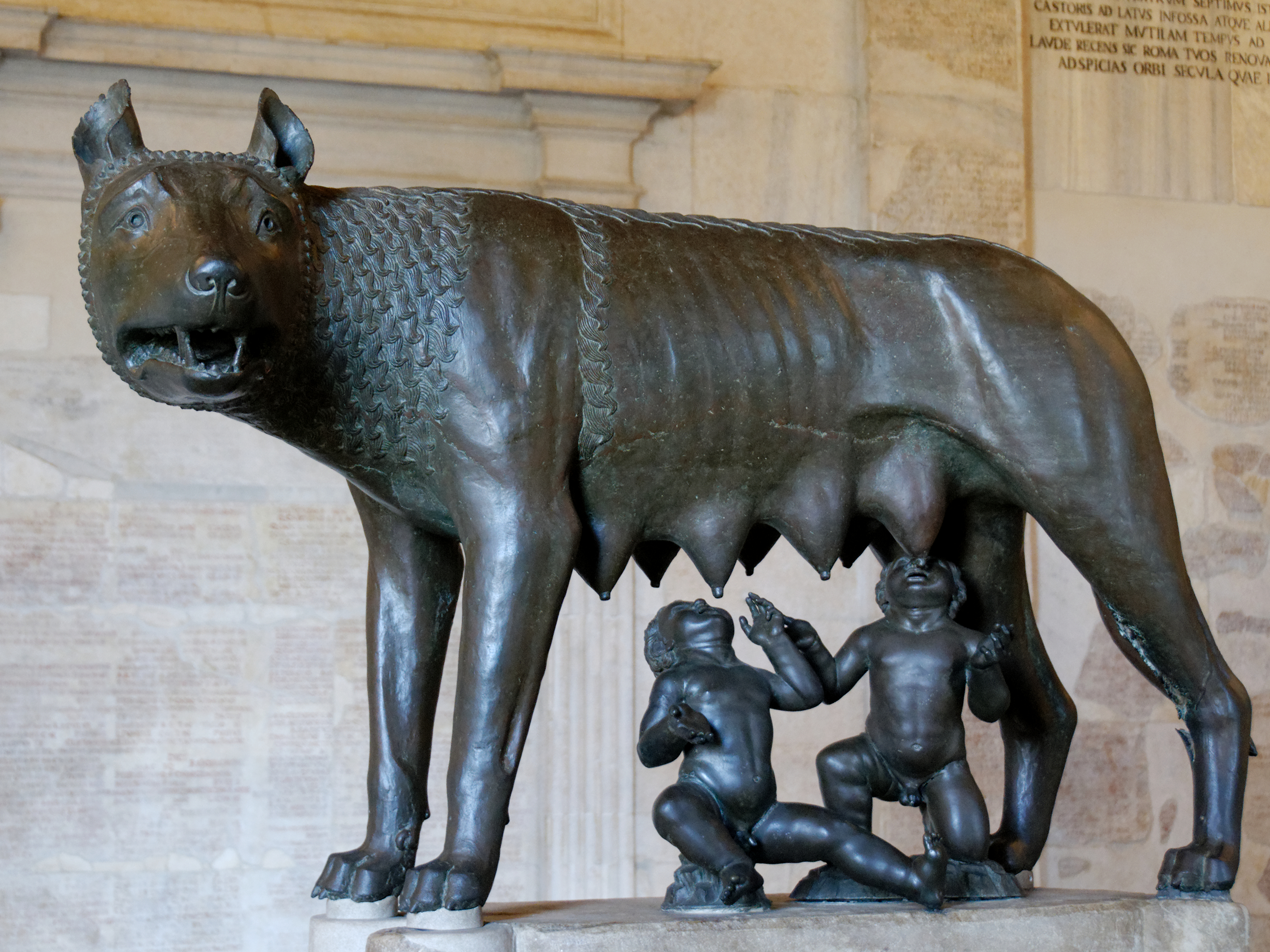
Loba capitolina: Segundo a lenda, o animal teria amamentado os gêmeos Rômulo e Remo

A Fundação de Roma é um evento ainda pesquisado por arqueólogos e historiadores, uma vez que as fontes literárias sobre o assunto datam de centenas de anos após sua ocorrência, de forma que cada descoberta arqueológica demanda novas formas de analisar as citadas fontes. Os romanos elaboraram um complexo conto mitológico sobre a origem da cidade e do Estado, que se uniu à obra histórica de Tito Lívio e às obras poéticas de Virgílio e Ovídio, todos da era do imperador Augusto. Naquela época, as lendas oriundas de textos mais antigos foram trabalhadas e fundidas num conto único, no qual o passado mítico foi interpretado em função dos interesses do império[carece de fontes?]. Os modernos estudos históricos e arqueológicos, que se baseiam nestas e em outras fontes escritas, além de objetos e restos de construções obtidos em vários momentos das escavações, tentam reconstruir a realidade que existe no conto mítico, no qual se reconhecem alguns elementos de verdade.
Por muito tempo postulou-se que os verdadeiros fundadores da cidade propriamente dita teriam sido os etruscos que instalaram-se na região no século VI a.C., no entanto, evidências arqueológicas recentemente descobertas questionam a veracidade desta afirmação. A data da fundação é, a rigor, desconhecida, embora autores como Tim Cornell argumentem que teria sido no século VIII a.C., c. 800 a.C.. Durante o reinado de Augusto, o historiador Marco Terêncio Varrão (116–27 a.C.) estabeleceu a data como 21 de abril de 753 a.C. com base em estudos do astrólogo Lúcio Tarúcio Firmano. Outro ponto conflitante em relação a Roma é a etimologia de seu nome. Embora associado pela tradição com Rômulo, diversos autores, tanto clássicos como modernos, associaram diversas origens para o nome "Roma".

## Contexto histórico e localização

Rota da Via Salária (em rosa)

Os primeiros habitantes de Roma, os latinos e sabinos, integram o grupo de populações indo-europeias originárias da Europa Central que vieram para a península Itálica em ondas sucessivas em meados do segundo milênio a.C.; Velho Lácio era o antigo território dos latinos, atualmente o sul do Lácio. Estes indo-europeus divergiam em origem, língua, tradições, estágios de desenvolvimento e extensão territorial. Por se dispersarem por toda a península Itálica, entraram em contato com outros dois povos que habitavam a região, os etruscos e os gregos. Os etruscos assentaram-se e floresceram a norte de Roma na Etrúria (moderno norte do Lácio, Toscana e parte de Úmbria), a partir do século VIII a.C. onde fundaram cidades como Tarquinia, Veios e Volterra e influenciaram profundamente a cultura romana. Suas origens são desconhecidas e muito do que se sabe sobre eles é derivado de achados arqueológicos em suas necrópoles. Os gregos haviam se estabelecido na chamada Magna Grécia e fundaram colônias tais como Síbaris, Tarento, Crotona, Cumas e Nápoles entre 750−550 a.C.. Estes, assim como os etruscos, exerceram nítida influência nos povos itálicos e em Roma.
Roma cresceu na margem esquerda do rio Tibre, a cerca de 25 quilômetros de sua foz, num trecho navegável do rio, portanto com acesso fácil ao mar Tirreno. Esta região, de clima temperado, em vista da sua topografia acidentada, possui entre as colinas circundantes alguns importantes vales que, no processo de desenvolvimento da cidade, tornaram-se úteis para a mesma. Além disso, por estes vales serem, no geral, vales vulcânicos, a produtividade do solo, em vista da presença de fertilizantes naturais como potássio e fosfatos, é elevada. A cidade tinha as vantagens de uma posição ao mesmo tempo marítima e do interior. Situada a cerca de 20 km das colinas Albanas, que constituem uma defesa natural, e numa planície suficientemente afastada do mar, a cidade não precisaria temer incursões dos piratas. Além disso, tanto o próprio rio (e a ilha Tiberina) como os montes Capitólio e Palatino operavam como cidadelas naturais facilmente defensáveis.
O maior trunfo de Roma quanto a sua localização foi a proximidade com o rio Tibre. Este desempenhou papel fundamental no desenvolvimento econômico da cidade, pois as mercadorias que provinham do mar Tirreno tinham que subir pelo curso do rio para serem dirigidas quer para a Etrúria, quer para a Campânia grega (Magna Grécia). Desse modo era capaz de monopolizar o tráfego terrestre, uma vez que estava situada na intersecção das principais estradas do interior da península Itálica. Por haver importantes salinas nas proximidades da cidade, conseguiu transformar-se em ponto de mercado perfeito da "via do sal", futuramente conhecida como via Salária, da mesma forma que os rebanhos desempenharam papel primário na economia romana deste período formativo.

## Arqueologia

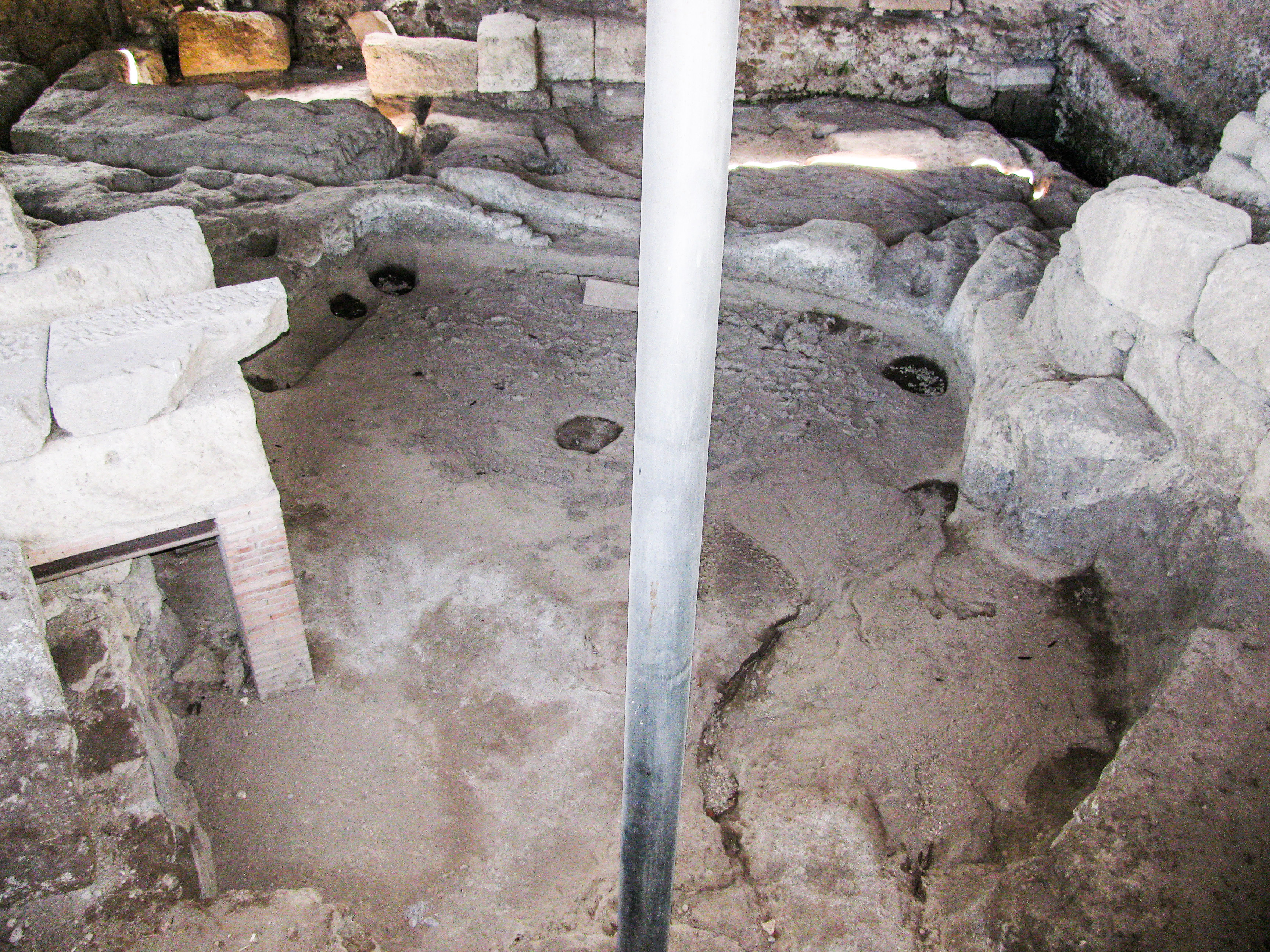
A chamada Casa de Rômulo, um conjunto de cabanas primitivas encontradas no monte Palatino (século VIII a.C.)

Pesquisa arqueológica na área de Roma detectou presença humana datável de 14 000 anos, havendo restos cerâmicos, ferramentas e armas de pedra de 10 000 anos. Estas evidências mostram o quão precoce se deu a ocupação do Lácio, embora atualmente não seja possível estabelecer uma visão panorâmica, pois sítios paleolíticos e neolíticos foram obscurecidos pela densa camada de detritos provenientes de fases mais tardias. As primeiras evidências concretas de povoamento nas colinas de Roma são ossos de animais e fragmentos cerâmicos datados dos séculos XIV-XIII a.C. que foram encontrados na área do Fórum Boário, no sítio de Santo Omobono. Resquícios de habitações datadas do século XI a.C. foram encontrados na área do Fórum Romano, bem como uma necrópole (datada do século X a.C.) com reminiscências de fossas de cremação (os indo-europeus incineravam seus mortos); no Palatino detectaram-se habitações do século IX a.C.
Antes do século VIII a.C. existiam aldeias dispersas nas colinas e ocupadas por latinos que, em caso de perigo confederavam para enfrentar os inimigos. No centro de Roma três recintos muralhados sucessivos sobrepostos foram datados, dois dos séculos VIII-VII a.C. e um dos séculos VII-VI a.C.. As habitações deste período eram cabanas de planta circular sobre um soclo (base) de madeira (para isolá-las da umidade) e tinham uma única porta, precedida por um pórtico; urnas funerárias encontradas em escavações representam estas moradias primitivas. A população do assentamento girava em torno de poucas centenas de habitantes que baseavam sua economia na agricultura (trigo, cevada, ervilha, feijão), pecuária (cabras, porcos), pesca, caça e coleta; objetos cerâmicos, roupas e outros artigos de uso doméstico eram produzidos pelas famílias para consumo interno; não havia estratificação social definida. A partir de ca. 770 a.C. as necrópoles da região começaram a apresentar maior números de restos humanos, que mostra crescimento da população, bem como artefatos arqueológicos mais elaborados, que indicam contatos com culturas externas, em especial com as colônias gregas da Campânia (objetos de origem grega foram encontrados entre as escavações), maior especialização artesanal (emprego de roda de oleiro) e o aparecimento de classes sociais economicamente diferenciadas.

## Lenda

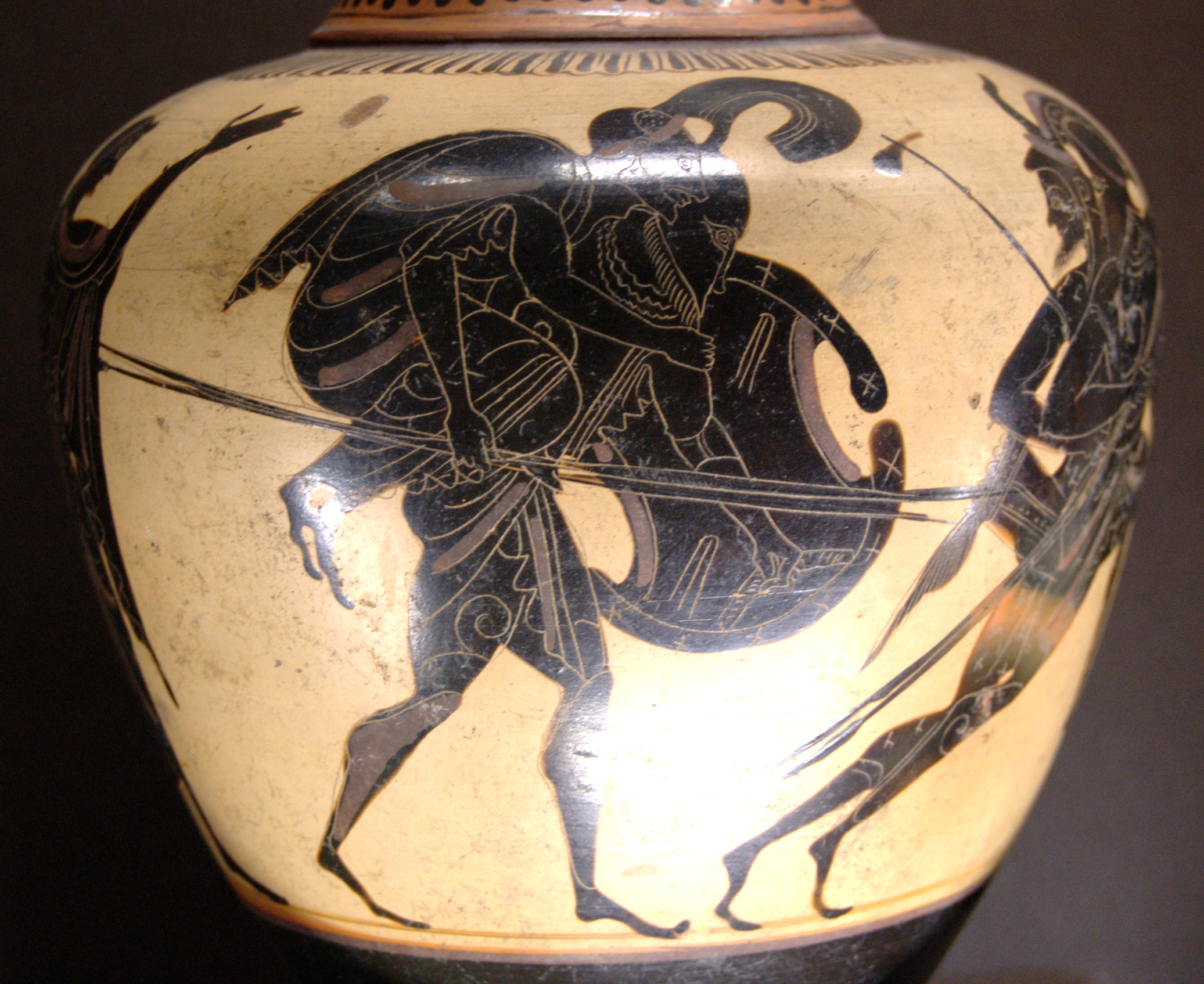
Eneias carregando Anquises (enócoa com pintura negra ática), Louvre

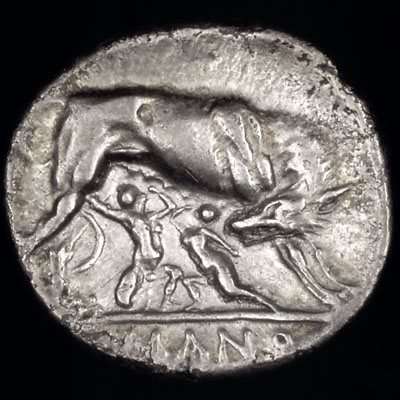
Verso de um didracma,

Na Eneida de Virgílio e na Ab Urbe condita libri de Tito Lívio, Eneias, filho da deusa Vênus, foge de Troia com seu pai Anquises, seu filho Ascânio, e os sobreviventes da cidade. Com este realiza diversas peregrinações que o levam, por fim, ao Lácio, na península Itálica. Lá ele é recebido pelo rei local, Latino, que oferece a mão de sua filha, Lavínia. Isto provoca a fúria do rei dos rútulos, Turno, um poderoso monarca itálico que havia se interessado por ela. Uma terrível guerra entre as populações da península eclode e, como resultado, Turno é morto. Eneias, agora casado, funda a cidade de Lavínio em homenagem à sua esposa. Seu filho Ascânio governa na cidade por trinta anos até que resolve se mudar e fundar sua própria cidade, Alba Longa. 
Cerca de 400 anos depois, o filho e legítimo herdeiro do décimo-segundo rei de Alba Longa, Numitor, é deposto por um estratagema de seu irmão Amúlio. Para garantir o trono, Amúlio assassina os descendentes varões de Numitor e obriga sua sobrinha Reia Sílvia a tornar-se vestal (sacerdotisa virgem, consagrada à deusa Vesta), no entanto esta engravida do deus Marte e desta união foram gerados os irmãos Rômulo e Remo (nascidos em março de 771 a.C.). Como punição, Amúlio prende Reia em um calabouço e manda jogar seus filhos no rio Tibre. Como por um milagre, o cesto onde estavam as crianças acaba atolando-se em uma das margens do rio no sopé do monte Palatino, onde são encontrados por uma loba que os amamenta; perto das crianças estava um pica-pau, ave sagrada para os latinos e para o deus Marte, que os protege. Tempos depois, um pastor de ovelhas chamado Fáustulo encontra os meninos próximo à Figueira Ruminal (Ficus Ruminalis), na entrada de uma caverna chamada Lupercal. Ele os recolhe e leva para sua casa, onde são criados por sua mulher Aca Larência.

Rômulo e Remo crescem junto dos pastores da região praticando caça, corrida e exercícios físicos; saqueavam as caravanas que passavam pela região à procura de espólio. Em um dos assaltos, Remo é capturado e levado para Alba Longa. Fáustulo, então, revela a Rômulo a história de sua origem. Este parte para a cidade de seus antepassados, liberta seu irmão, mata Amúlio, devolve Numitor ao trono e dá à sua mãe todas as honrarias que lhe eram devidas. Ao perceber que não teriam futuro na cidade, os gêmeos decidem partir, junto com todos os indesejáveis, para então fundar uma nova cidade no local onde foram abandonados. Rômulo queria chamá-la Roma e edificá-la no Palatino, enquanto Remo desejava nomeá-la Remora e fundá-la sobre o Aventino. Como forma de decidir foi estabelecido que se deveria indicar, através dos auspícios, quem seria escolhido para dar o nome à nova cidade e reinar depois da fundação. Isto gerou divergência entre os espectadores e uma acirrada discussão entre os irmãos, que terminou com a morte de Remo. Uma versão alternativa afirma que, para surpreender o irmão, Remo teria escalado o recém-construído pomério quadrangular da cidade e, tomado em fúria, Rômulo o teria assassinado.

### Outras lendas

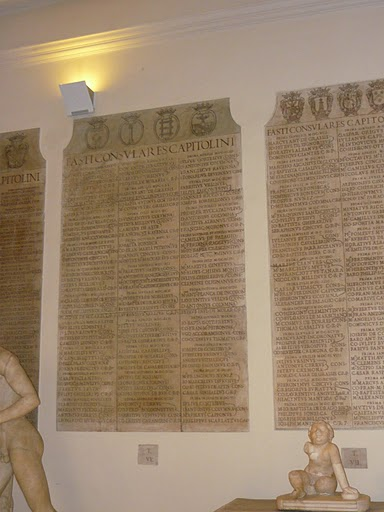
Fastos Capitolinos, Museus Capitolinos

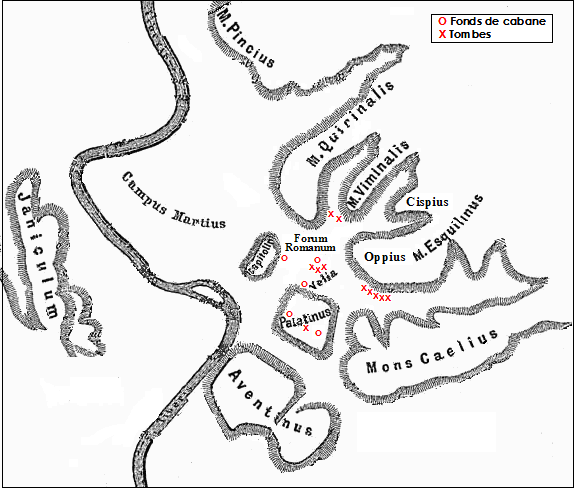
Mapa das Sete colinas de Roma

Com relação à fundação de Roma muitas tradições foram estabelecidas para retratar o surgimento da cidade, algumas advindas de modificações do mito oficial, outras de diversas origens. Uma delas conta que o deus Saturno, após ser derrotado pelos deuses olímpicos, refugiou-se no Lácio, onde construiu uma vila à beira do Tibre, no local onde Roma seria fundada; ensinou aos habitantes locais como melhor lavrar o solo e cultivar parreiras para produzir vinho. A palavra "Lácio", segundo alguns autores como Philip Wilkinson, originou-se da palavra grega latio que significa refúgio, em referência à fuga de Saturno.
Outra tradição, transmitida por autores clássicos como Estrabão e Tito Lívio, afirma que Roma teria se originado da cidade de Palanteu, fundada por Evandro no Palatino; esta cidade é mencionada na Eneida de Virgílio. Evandro teria dado hospitalidade a Hércules quando este fugia com o rebanho recém-roubado do gigante Gerião, em um de seus doze trabalhos. Diz-se que, durante sua estadia, os rebanhos foram roubados pelo gigante Caco, filho de Vulcano. Hércules então luta com o gigante e, em sua homenagem, os habitantes locais construíram o Grande Altar de Hércules, local onde futuramente se situaria o Fórum Boário.

## Historiografia
Já no século V a.C. autores gregos, como Helânico de Mitilene, associaram a fundação de Roma ao herói Eneias. Por volta de 200 a.C., Quinto Fábio Pictor criou a primeira história de Roma, onde associava a criação da cidade a Rômulo, tendo sua versão dos fatos sido aprimorada por outros autores romanos como Tito Lívio, Ovídio, Virgílio, Plutarco e Dionísio de Halicarnasso. Tais autores tentaram encontrar explicações racionais para passagens improváveis do mito de criação da cidade, como por exemplo a loba capitolina. Os romanos designavam pela mesma palavra, lupa, a fêmea do lobo e a prostituta. Dessa forma, historiadores afirmam que na realidade a ama dos gêmeos teria sido Aca Larência, mulher de Fáustulo, que teria exercido o ofício de prostituta. 
O historiador Dominique Briquel afirma que muitos elementos encontrados no mito de fundação são resquícios de rituais etruscos que foram incorporados pelos romanos. Tim Cornell reforça essa ideia, afirmando que a explicação racional para a correlação entre a cidade e o herói troiano Eneias seria resquício do contato entre a Itália primitiva e os micênicos. A importância de Lavínio e Alba Longa no mito criador de Roma reflete o importante papel religioso que estes centros desempenhavam na região. Além disso, alguns dos mais proeminentes achados arqueológicos do período foram encontrados precisamente em Lavínio e nas colinas Albanas, havendo hoje a teoria de que Roma fosse contemporânea a estes centros, tendo ela sido uma colônia de Alba Longa.
Na história de Rômulo, o rapto das sabinas e a diarquia de Rômulo e Tito Tácio (governante sabino) são eventos que, segundo autores como Tim Cornell, devem ter elementos verossímeis, e igualmente podem ser entendidos como indicativos da influência sabina na Roma primitiva. Muitos elementos sabinos são detectáveis, por exemplo palavras de origem sabina: bos (boi), scrofa (porca), popina (filha). Além disso, a diarquia de Rômulo e Tito Tácio é possivelmente uma indicação de que Roma surgiu através da fusão de duas comunidades, uma no Palatino e outra no Quirinal, ou ao menos da incorporação da segunda à primeira. Outro ponto forte desta interpretação está em uma citação de Tito Lívio, I.13.4, onde se refere a Roma como geminata urbs ("a cidade dupla"), bem como na raiz da palavra quirites (singular: quires), o gentílico dos cidadãos romanos, que segundo autores romanos deriva de Cures, a capital dos sabinos; autores modernos questionam esta associação.

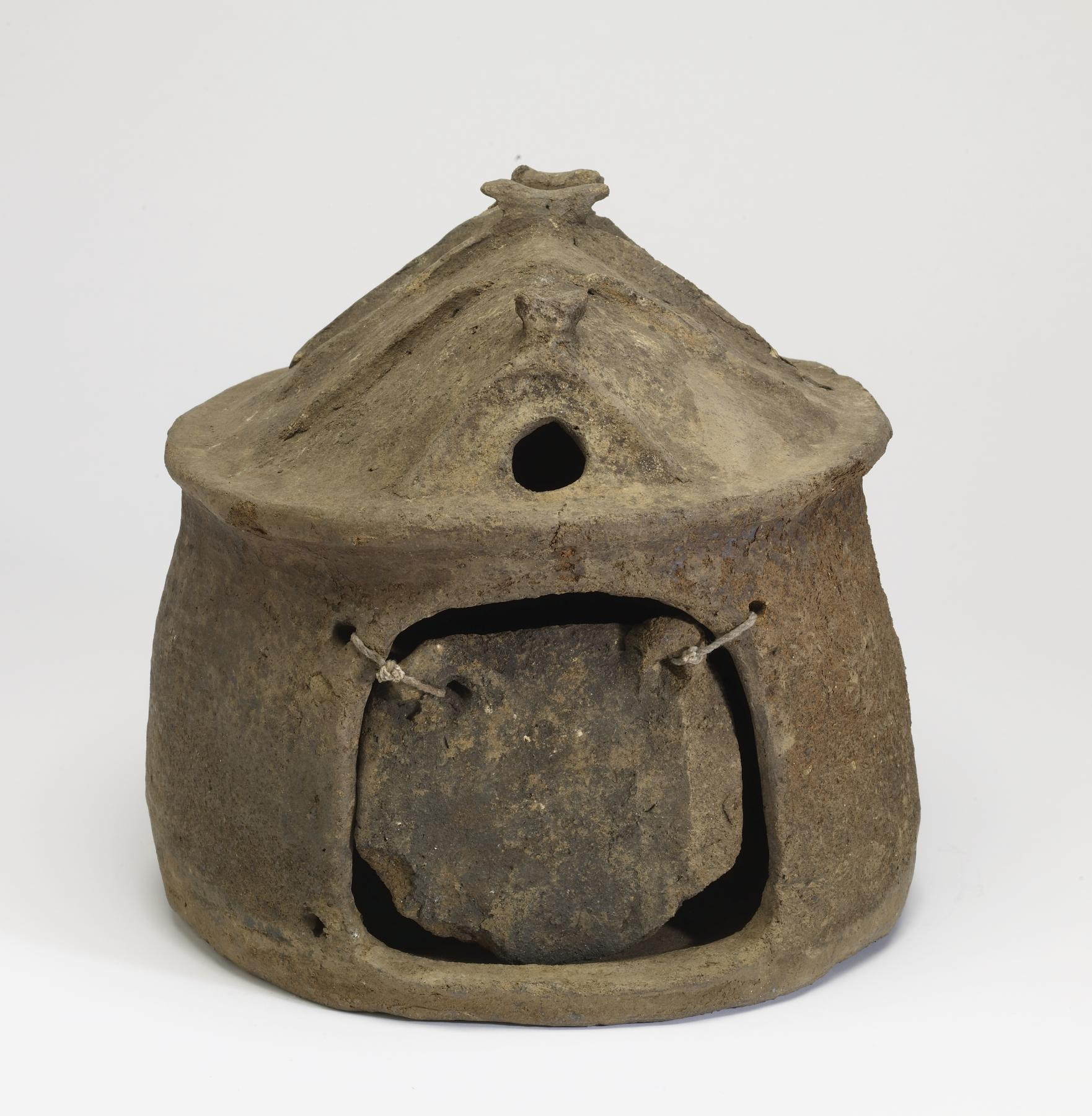
Urna funerária de terracota datada do século VIII a.C. encontrada no Lácio. Sua forma seria uma representação artística das habitações do período

Durante os períodos republicano e imperial, muitas datas foram atribuídas à fundação da cidade, no intervalo entre 758−728 a.C.: Censorino atribuiu 758 a.C.; Marco Terêncio Varrão, 753 a.C.; os Fastos Capitolinos do Arco de Augusto, 752 a.C.; Dionísio de Halicarnasso, 751 a.C.; Quinto Fábio Pictor, 748 a.C.; e Lúcio Cíncio Alimento e Solino no ano da décima-segunda olimpíada (728 a.C.). Seja como for, todas as versões concordam que o dia é 21 de abril, data do festival de Pales, deusa do pastoreio. Entre a data convencional da Guerra de Troia (1 182 a.C.) e a data aceite para a fundação de Roma (753 a.C.) há um intervalo de quatro séculos, razão pela qual os romanos, durante a República, criaram a lenda da dinastia dos reis de Alba Longa, de forma a preencher o vazio de 400 anos entre Eneias e Rômulo.
O nome da cidade habitualmente é relacionado ao de Rômulo, porém diversos autores clássicos e modernos fizeram interpretações adversas quanto a sua etimologia. Segundo Plutarco havia diversas hipóteses quando à origem do nome: pode ser a derivação do nome de personagens mitológicos como a filha do rei dos enótrios ou então de Télefo, filho de Hércules, que havia se casado com Eneias ou então com seu filho Ascânio; Romano, o filho de Odisseu com Circe; Romo, habitante de Troia, que veio à Itália em busca do herói Diomedes; Romide, um tirano do Lácio que repeliu uma incursão etrusca; e uma filha de Ascânio que se casou com o rei Latino, com quem teve um filho chamado Rômulo que fundou uma cidade com o nome de sua mãe. Ainda segundo Plutarco o nome Roma pode derivar do nome de uma cidade fundada pelos pelasgos no Lácio ou então de outra fundada por Eneias no Palatino.
Rousseau sugeriu que o nome derive da palavra etrusca rhome, que significa "duro", cognata da palavra grega rhōmē, que significa força, vigor. Outros, como Patrícia Ramos Braick, argumentam que possa derivar da palavra etrusca rumor, que significa barulho, o que seria uma analogia ao barulho das águas do Tibre, ou então da palavra rumon, que significa "a cidade do rio". Em última análise, a Figueira Ruminal (Ficus Ruminalis), árvore dedicada à deusa Rumina, que presidia a amamentação, poderia estar indiretamente relacionada com o nome da cidade: em latim a palavra "teta" significa Ruma.